# Фаджето Ларио
Фаджѐто Ла̀рио (на италиански: Faggeto Lario; на ломбардски: Fagé, Фаже) е община в Северна Италия, провинция Комо, регион Ломбардия. Административен център на общината е село Лемна (Lemna), което е разположено на 533 m надморска височина. Населението на общината е 1207 души (към 2017 г.).